# Rue de l'Arbre-Sec (Lyon)
Pour les articles homonymes, voir Rue de l'Arbre-Sec.
La rue de l'Arbre-Sec est une voie du quartier des Terreaux dans le 1er arrondissement de Lyon, en France. 

## Situation et accès
Incluse dans un tissu dense et ancien entre la place des Terreaux et de l'opéra aux pieds de la colline de la Croix-Rousse, la rue de l'Arbre-Sec débute perpendiculairement à la rue du Président-Édouard-Herriot et va jusqu'au quai Jean-Moulin en traversant la rue de la République. La rue Commarmot commence sur cette voie.

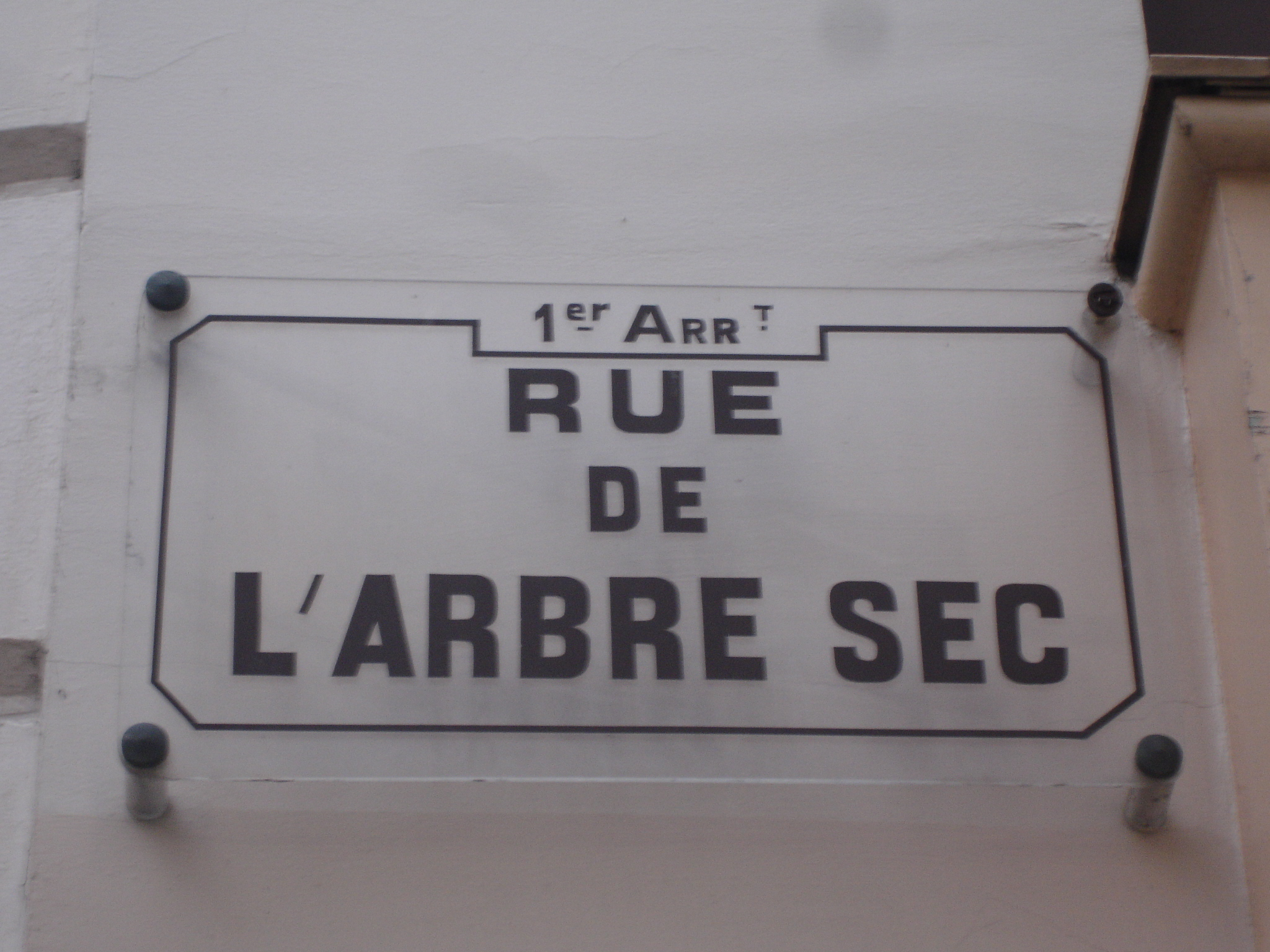
Plaque de rue

La rue de l'Arbre-Sec comprend actuellement de nombreux restaurants et des bouchons, notamment Le Cercle Rouge et Le Connétable. Elle est aussi réputée pour ses nombreux établissements « Gay friendly », et est l'un des hauts lieux de la vie homosexuelle à Lyon.

## Origine du nom

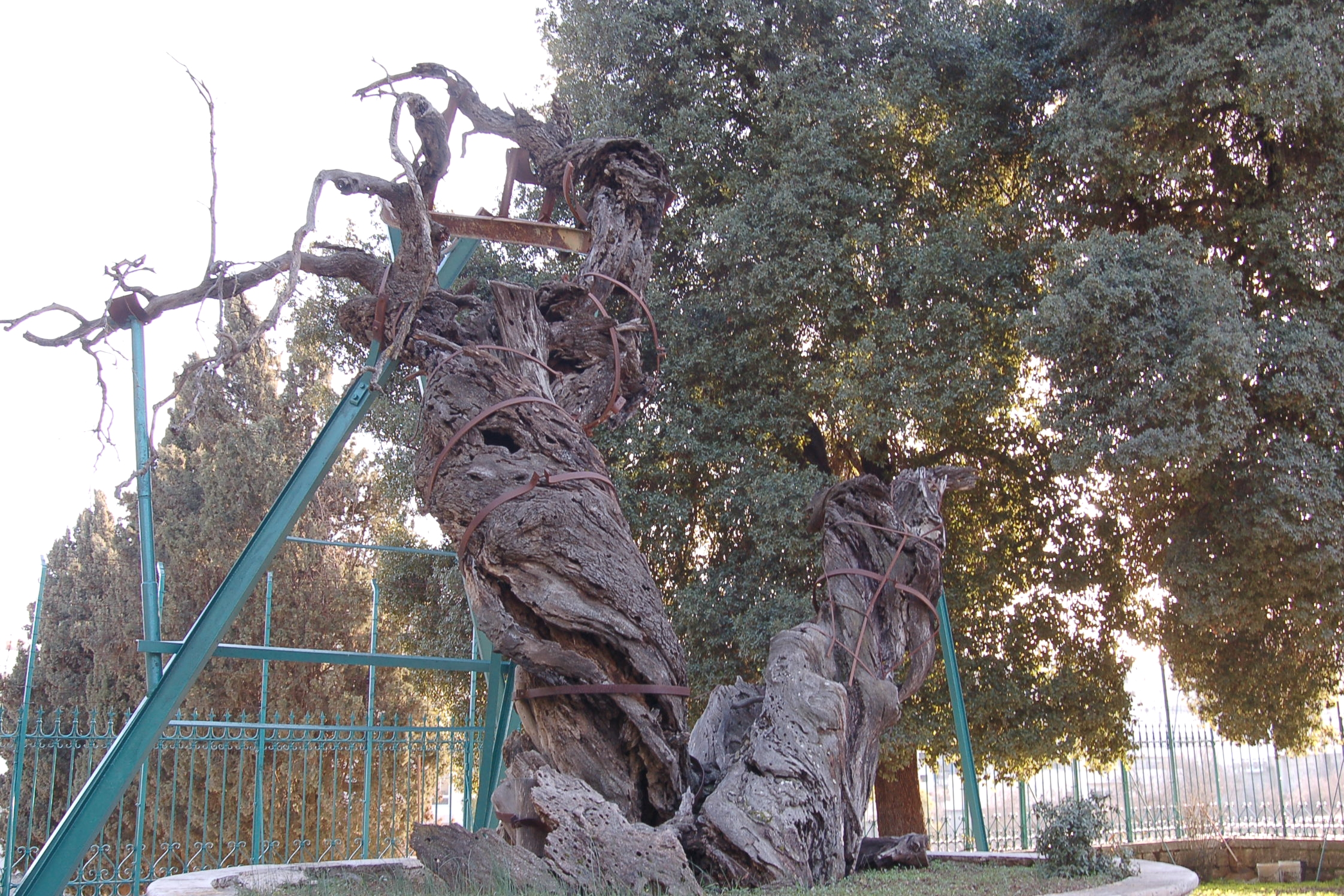
Le Chêne de Mambré, origine probable du nom de la rue.

On dit que la rue porterait ce nom eu égard au mythe de l'Arbre Sec qu'on trouve dans les récits de Marco Polo, qui est parfois assimilé au Chêne de Mambré et représenterait le symbole de la limite entre l'Orient et l'Occident. En réalité, son nom viendrait du XIVe siècle et aurait été probablement choisi parce qu'il y avait un arbre mort dans la rue et aussi parce que celui-ci était représenté sur une enseigne de magasin. L'almanach de Lyon de 1745 justifiait le nom de la rue en affirmant qu'un arbre tout rabougri et très sec se trouvait à l'extrémité de la rue.

## Historique
En 1518, un plan pour le drainage, le nivellement et le croisement de la rue a été décidé par Jean de Paris. Au XIXe siècle, la section comprise entre la rue du Garet et le Rhône a été nommé rue Basseville, laquelle comptait alors six ateliers de soie ; elle devint une partie de la rue de l'Arbre-Sec en 1855.
La rue figurait déjà sur le plan de 1550 et a été habitée presque exclusivement par des ouvriers de la soie, des potiers et tuiliers (en 1828, elle comprenait douze ateliers de soie et 43 maisons). Quand il restructura le quartier, le préfet Claude-Marius Vaïsse décida de démolir quelques-uns des vieux bâtiments afin de construire la rue de l'Hôtel de Ville et la rue de la République. Le 25 juin 1778, le cordonnier Durant, qui vivait dans la rue, a été reconnu coupable d'exercice illégal de la médecine. En 1831, un lot de parapluies dont le manche contenait un poignard triangulaire ont été découverts au numéro 14.
En 1844, l'Hôtel de France se trouvait au numéro 13. En 1847, une chapelle située dans la rue était alors le seul lieu de culte de confession évangélique à Lyon.
Parmi les résidents célèbres de la rue figurent la famille de la poétesse Louise Labé, le graveur et dessinateur Bernard Salomon en 1561 et les architectes Barthélémy Vignon et Prosper Mourand (XIXe siècle). Plus récemment, la chanteuse Christine and the Queens y a habité pendant ses études et c'est là qu'elle a commencé à créer son personnage ainsi qu'à composer ses premières musiques.

## Bâtiments remarquables et lieux de mémoire
La rue présente un tracé légèrement courbe. Elle est d'abord large et bordée de bâtiments datant de 1870 environ, avec des balcons et des décorations en fer forgé. L'immeuble de la SocGen (Société Générale) présente aussi des arcs en fer forgé. Après la rue Garet, la rue devient plus étroite, avec des façades simples et des arches en pierre. Le nom de la rue est gravé dans la pierre du dernier bâtiment, au numéro 20, lequel est assez récent
. Le balcon de fer au numéro 8 date de 1863 ; les maisons aux numéros 10 et 12 présentes des arcades, et au numéro 22 on trouve l'inscription « Le Thuilerie, 1702 ». Au numéro 8, une traboule directe et aujourd'hui fermée commence dans un bâtiment datant de 1863 et se poursuit par une allée voutée sur les bords.

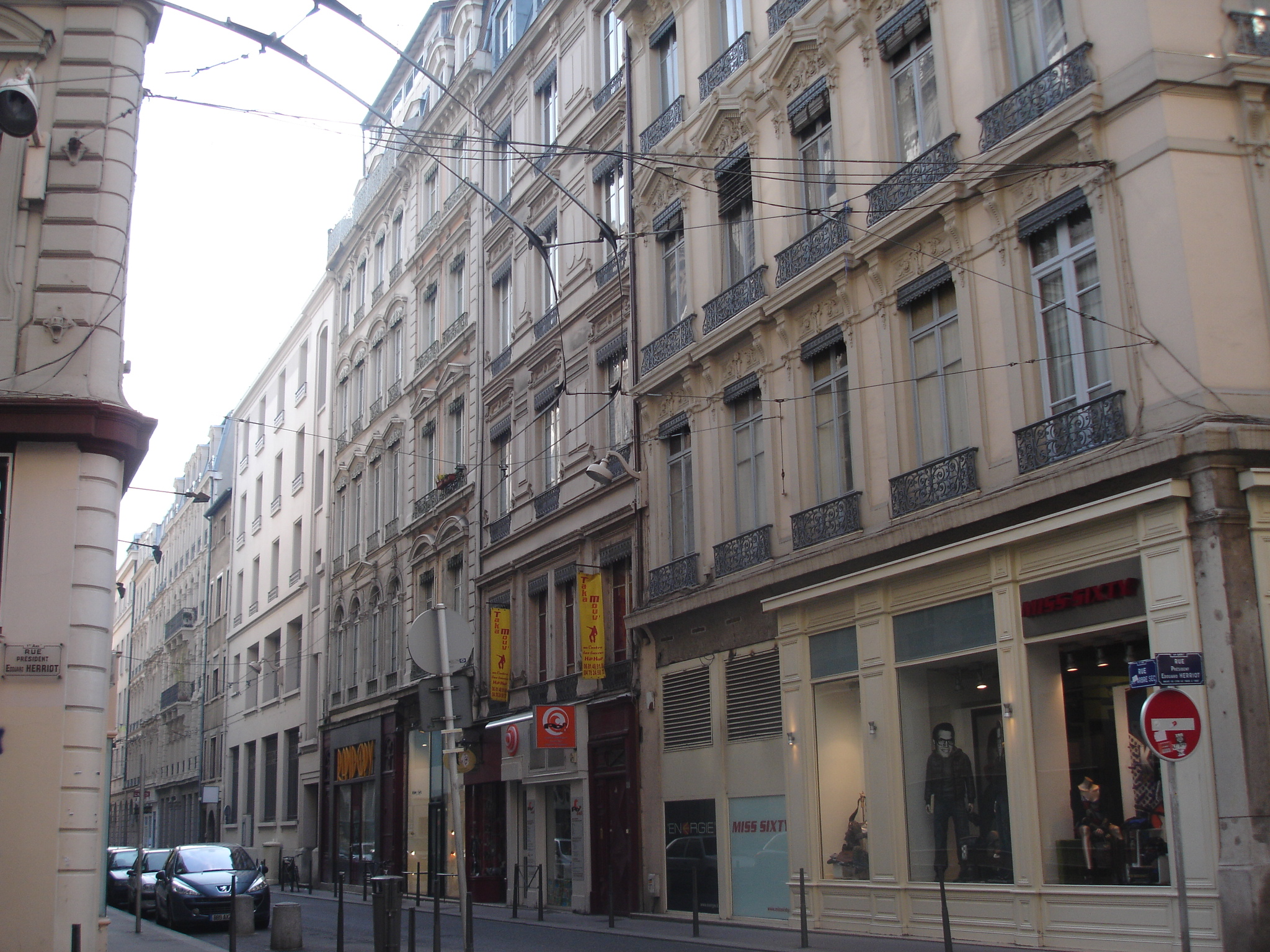
Vue de la rue de l'Arbre-Sec
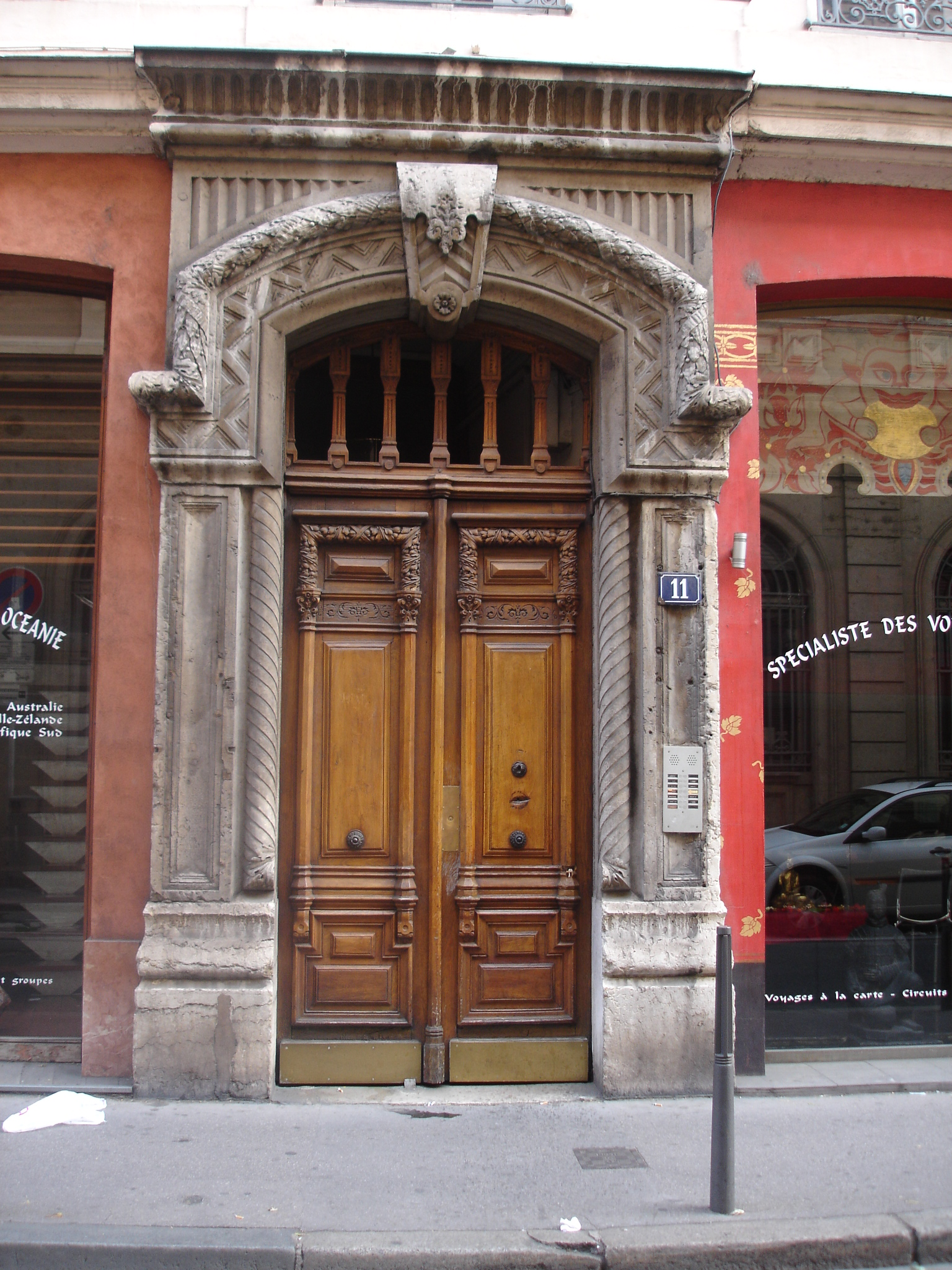
Porte d'Immeuble XIXe
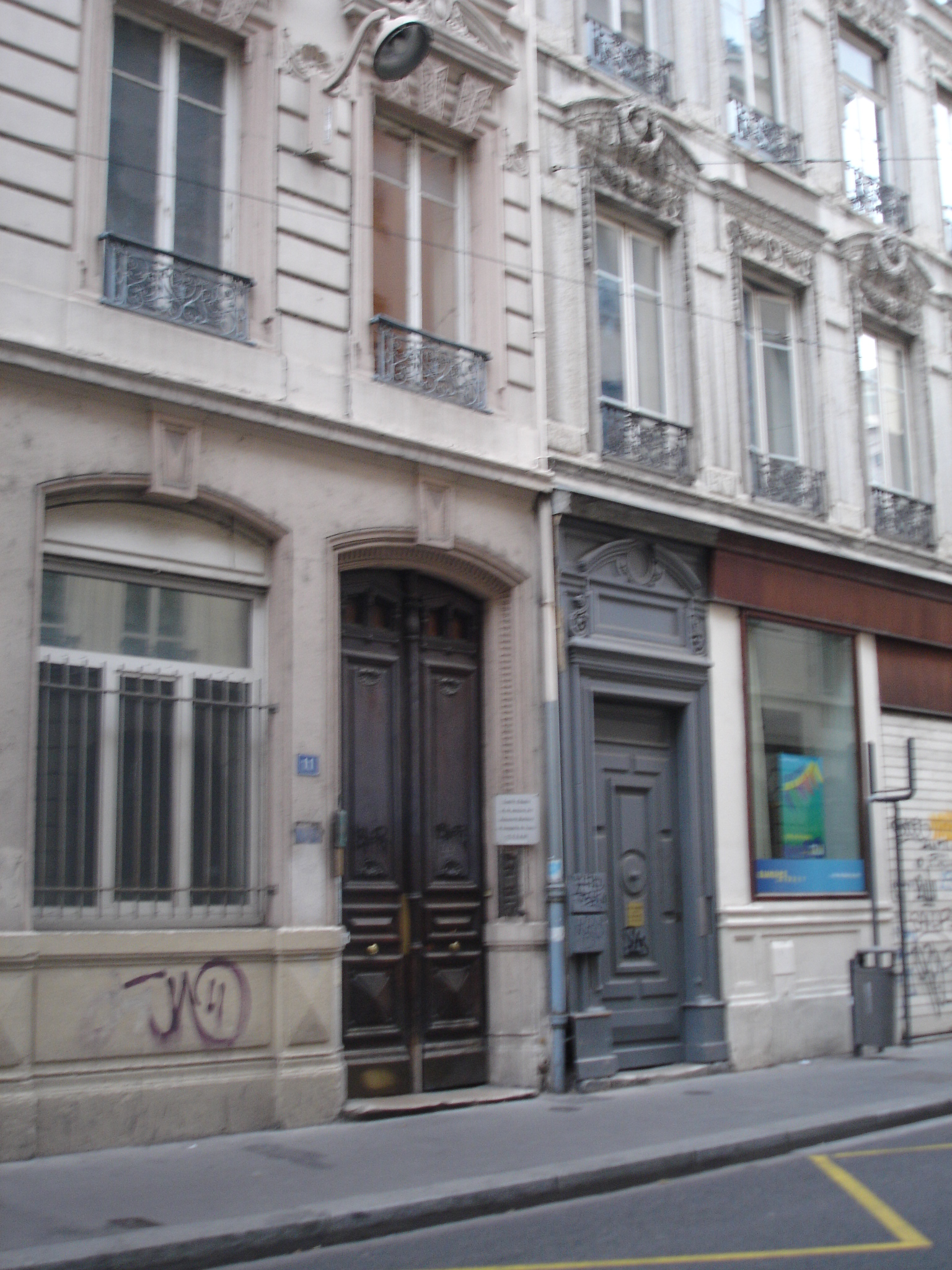
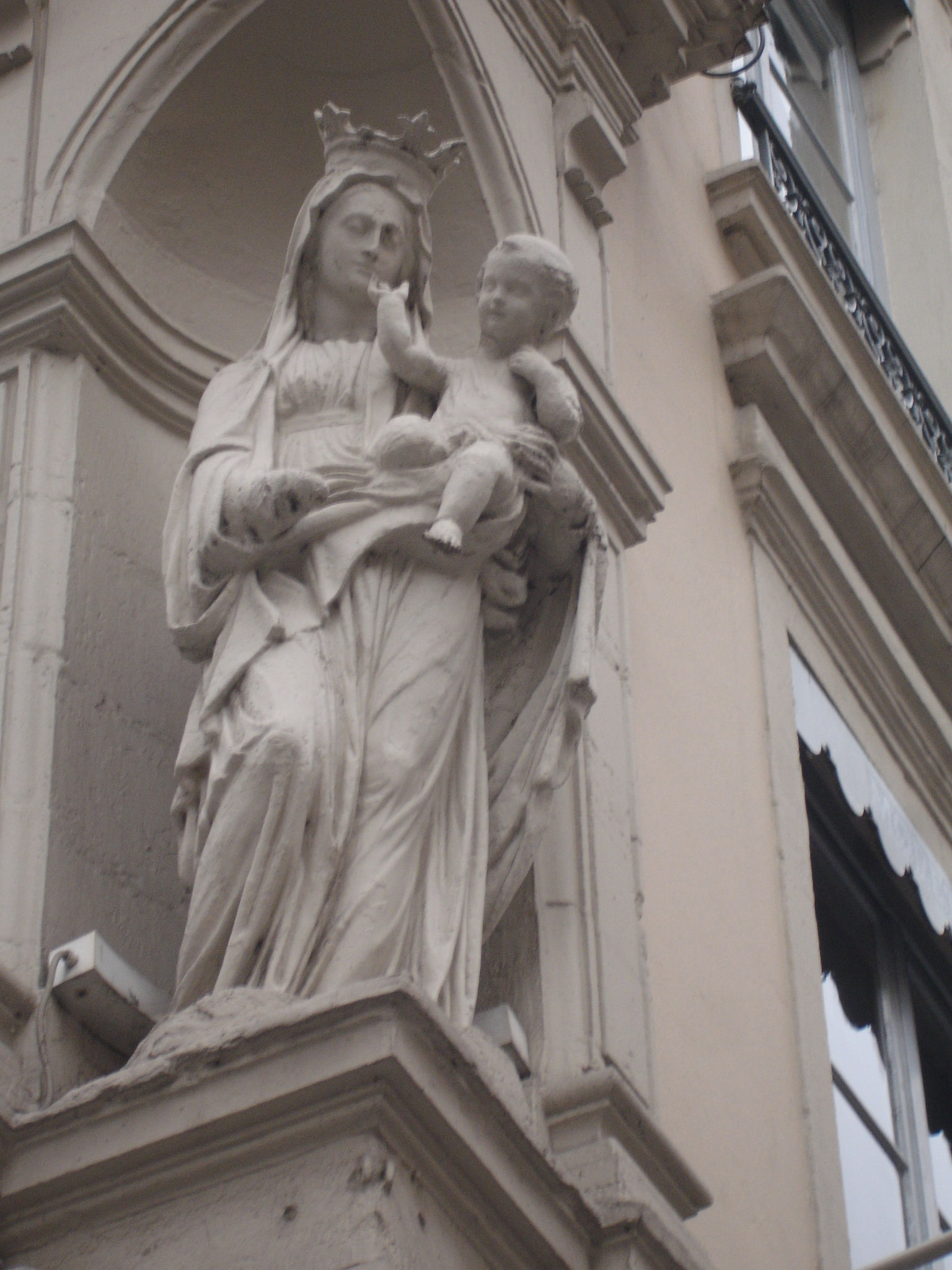
Vierge à l'enfant